# Francis Burton Harrison

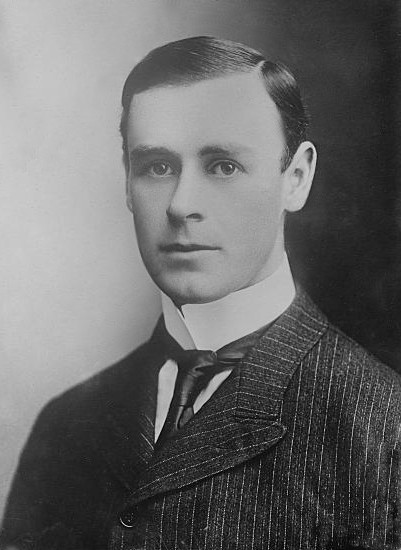

Francis Burton Harrison (18 december 1873 - 21 november 1957) was een Amerikaans politicus. Harrison was van 1913 - 1920 de zesde Amerikaanse gouverneur-generaal van de Filipijnen. Harrison had als doelstelling een snelle Filipijnse onafhankelijkheid. Hij probeerde dit te realiseren door langzamerhand Amerikanen op belangrijke posities te vervangen door Filipino's en door wetgeving door te voeren die de Filipijnse autonomie vergrootte. Hij werd echter in zijn streven tegengewerkt door landgenoten die van mening waren dat de Filipino's nog niet gereed waren voor onafhankelijkheid.
- Bibsys: 5038981
- Gemeinsame Normdatei: 1177944405
- International Standard Name Identifier: 0000 0000 8219 7708
- Library of Congress Control Number: n80020745
- Nationale Bibliotheek van Israël: 987007279691605171
- Nederlandse Thesaurus van Auteursnamen: 069742081
- SNAC: w6cz3mn0
- Biographical Directory of the United States Congress: H000268
- Virtual International Authority File: 38208206
- WorldCat: E39PBJrRhtbg9V3Pgj8MWtGJXd